# Colldarnart
Colldarnart es una entidad de población española del municipio de La Vansa Fornols, perteneciente a la provincia de Lérida, en la comunidad autónoma de Cataluña.

## Toponimia
El lugar puede aparecer referido como «Colldarnart», «Colldarnat» y «Coll de Arnat».

## Historia
Hacia mediados del siglo XIX, el lugar, ya por entonces perteneciente a La Vansa, tenía contabilizadas cinco casas. Aparece descrito en el sexto volumen del Diccionario geográfico-estadístico-histórico de España y sus posesiones de Ultramar de Pascual Madoz con las siguientes palabras:

COLL DE ARNAT: l. agregado al ayunt. de Vansa (1 leg.), prov. de Lérida, part. jud. de Seo de Urgel: sit. encima de un collado, en un pequeño llano como de 1/2 hora; y en terreno montuoso y tenaz: le combaten los vientos de E., N. y O. y el clima aunque frio es saludable. Está enclavado en el térm. jurisd. de Vansa del cual depende en lo civil y ecl.: el terreno es de mediana calidad; hallándose un camino que dírige á la cab. del ayunt. y otro á Orgañá: el correo lo reciben de Seo de Urgel por espreso. prod.: trigo y patatas; ganado lanar y cabrio; hay caza de perdices, conejos y liebres. pobl., riqueza y contr.: con el ayunt. (V.)
(Madoz, 1847, p. 538)

En 2022, tenía empadronados nueve habitantes.